# Visionary: The Video Singles
„Visionary: The Video Singles“ je serija singlova Majkla Džeksona koja je izdata u Evropi između 20. februara i 26. juna 2006. godine. Kasnije je izdata u SAD-u kao set 14. novembra 2006. godine.
Džekson je bio izvršni producent, bivajući glavni odgovorni za muziku, preradu spotova, pakovanje i dizajn. Svake nedelje u toku pet meseci Soni je izdavao singlove, ukupno njih 20. Svaki singl se izdavao u vidu dva diska gde je jedan audio CD, a drugi spot pesme. Ovakav potez je napravljen da bi pesma mogla biti muzički singl i da bi se našla na listama.
Prvi CD singl kao deo seta je bio Džeksonov hit iz 1983. godine, „“. Sve izdate pesme su se našle na listama i izdavane su regularno.